# Antonín J. Liehm
Antonín Jaroslav Liehm (n. 2 martie 1924, Praga, Cehoslovacia – d. 4 decembrie 2020, Praga, Cehia) a fost un scriitor, editor, traducător și publicist de origine cehă care locuiește la Paris.
În 1984, Antonín J. Liehm a fondat revista de cultură europeană Lettre Internationale. Versiunea în limba franceză și-a încetat apariția în 1993, dar unele dintre numeroasele sale versiuni au continuat să fie publicate. În special, versiunea germană a revistei a continuat să apară în mod continuu încă de la înființarea sa în 1988.

## Biografie
Antonín J. Liehm a studiat științele politice la Universitatea Carolină din Praga, absolvind în anul 1949.

### Kulturní politika
În 1945, Liehm, împreună cu Emil František Burian, a fondat o revistă săptămânală intitulată Kulturní politika (Politica culturală). Revista a fost procomunistă și va fi preluată și publicată în continuare de Asociația Scriitorilor Cehi. Ministrul de externe Vladimír Clementis i-a oferit lui  Liehm o poziție în departamentul de presă al ministerului. Clementis a fost spânzurat în 1952, după procesul stalinist intentat grupării Slánský. Ulterior Liehm a fost concediat din postul său de la minister și de la revistă. În 1956 Liehm a fost reangajat, apoi a plecat din proprie inițiativă în 1960.

### Literární noviny
În 1960 Liehm a început să lucreze la revista literară Literární noviny. Liehm a preluat funcția de redactor în perioada 1960/1961. Tirajul revistei a ajuns până la 130.000 de exemplare pe ediție. Printre cei care au lucrat alături de Liehm în acea perioadă au fost Ludvík Vaculík, Milan Kundera, Jan Procházka, Pavel Kohout și Ivan Klíma. Apariția revistei a încetat, ca și planurile de dezvoltare elaborate după Primăvara de la Praga, odată cu invadarea Cehoslovaciei de către armatele Pactului de la Varșovia în 1968.

### Emigrarea și Lettre Internationale
În 1969 Liehm a emigrat la Paris, împreună cu soția lui, Drahomíra N. Liehm. După ce a deținut temporar un post de profesor la Colegiul Richmond - CUNY din Statele Unite ale Americii, Liehm și soția lui s-au întors la Paris în 1982, unde el a ocupat un post la Universitatea Diderot și mai târziu la École des hautes études en sciences sociales. Liehm a predat la Universitatea din Pennsylvania din 1979 până în 1983. 
În 1984 Liehm a fondat revista Lettre Internationale, împreună cu scriitorul Paul Noirot. Liehm a descris concepția revistei în aceste cuvinte: „Dacă avem un text bun, indiferent că e german, american sau rus, atunci căutăm un context pentru el. Celelalte texte care-l înconjoară furnizează comentarii, chiar dacă nu au fost scrise în acest scop. [...] Obiectivele noastre au fost să creăm un joc de oglinzi în jurul unui text.”

## Scrieri
- Louis Aragon, Antonín J. Liehm: Cestující z imperiálu: román. Spisy (Louis Aragon). SNKLU, 1962
- Gespräch an der Moldau. Das Ringen um die Freiheit der Tschechoslowakei, DEA. Molden, München 1968.
- Gespräche an der Moldau. Über humanen Sozialismus. Mit dem Essay von Jean-Paul Sartre "Der Sozialismus, der aus der Kälte kam". Traducere din cehă de Erich Bertleff, Kindler, München 1970
- Trois générations: entretiens sur le phénomène culturel tchécoslovaque, din Collection Témoins, Gallimard, 1970
- Josef Škvorecký, Gallimard, 1970
- Antonín J. Liehm, 飯島周: 三つの世代, みすず書房, 1970
- The politics of culture, Grove Press, 1971
- Closely watched films: the Czechoslovak experience, International Arts and Sciences Press, 1974, ISBN: 9780608170671
- Le Passé présent, J.C. Lattès, 1974
- Antonín J. Liehm, Miloš Forman: The Miloš Forman stories, International Arts and Sciences Press, 1975, ISBN: 9780873320511
- Antonín J. Liehm, Karel Kosík: Letteratura e dissenso nell'Europa dell'Est. Il Dissenso culturale. La biennale di Venezia, 1977
- Mira Liehm, Antonín J. Liehm: Il Cinema nell'Europa dell'Est, 1960–1977: il cinema di Stato e i suoi artisti. Il Dissenso culturale, La biennale di Venezia, 1977
- Henry Gabay, Antonín J. Liehm: Serghiej Paradjanov: testimonianze e documenti su l'opera e la vita. Il Dissenso culturale. La Biennale di Venezia, 1977
- Nocne rozmowy z Josefem Smrkovskim. Nowa umowa społeczna, Niezależna Oficyna Wydawnicza, 1978
- Josef Smrkovský, Antonín J. Liehm, Jan Teren: Nocne rozmowy z Josefem Smrkovskim: Nowa umowa społeczna / A. J. Liehm, Niezależna Oficyna Wydawnicza, 1978
- Peter Kussi, Antonín J. Liehm: The Writing on the wall: an anthology of contemporary Czech literature, Karz-Cohl Pub., 1983
- Robert Buchar, Antonin J. Liehm: Czech New Wave Filmmakers in Interviews, Mcfarland & Co Inc 2003, ISBN: 978-0786417209
- Antonín J. Liehm, Aleksandar S. Ilić: Miloš Forman: događaji. From Prilozi za istoriju filma. Institut za film, 1987
- Generace, Index, 1988
- Antonín J. Liehm, Carsten Jensen, Hans Andersen, Jesper Hoffmeyer: Lettre internationale: et nyt Europa?: en ny moral?: et nyt demokrati?. [Anmeldelse], Aarhus Festuge, 1992, ISBN: 9788774832850
- Ostře sledované filmy: Československá zkušenost, Band 16 von Knihovna Iluminace, Národní Filmový Archiv, 2001, ISBN: 9788070041000